# 国際連合安全保障理事会決議の一覧 (1701-1800)
| 決議 | 日付           | 投票        | 備考                                                                                         | 文書リンク                                            |
| --- | -------------- | ----------- | -------------------------------------------------------------------------------------------- | ----------------------------------------------------- |
| 2006年安全保障理事会理事国 · 中国 フランス ロシア イギリス アメリカ合衆国 · アルゼンチン コンゴ共和国 デンマーク ガーナ ギリシャ 日本 ペルー カタール スロバキア タンザニア             |                |             |                                                                                              |                                                       |
| 1701 | 2006年8月1日   | 全会一致    | 2006年のイスラエル・レバノン紛争の和平に関して                                               | 原文 日本語訳 ウィキソース(英語)                      |
| 1702 | 2006年8月15日  | 全会一致    | 国際連合ハイチ安定化ミッションの活動期限延長                                                 | 原文 日本語訳 ウィキソース(英語)                      |
| 1703 | 2006年8月18日  | 全会一致    | 国際連合東ティモール事務所の活動期限延長                                                     | 原文 日本語訳 ウィキソース(英語)                      |
| 1704 | 2006年8月25日  | 全会一致    | 国際連合東ティモール統合ミッションの設立に関して                                             | 原文 日本語訳 ウィキソース(英語)                      |
| 1705 | 2006年8月29日  | 全会一致    | ルワンダ国際戦犯法廷に関して                                                                 | 原文 日本語訳 ウィキソース(英語)                      |
| 1706 | 2006年8月31日  | 採択 12-0-3 | 国際連合スーダン派遣団の活動期限延長とダルフール情勢に関して                                 | 原文 日本語訳 ウィキソース(英語)                      |
| 1707 | 2006年9月12日  | 全会一致    | アフガニスタンにおける国際治安支援部隊の活動期限延長                                         | 原文 日本語訳 ウィキソース(英語)                      |
| 1708 | 2006年9月14日  | 全会一致    | コートジボワール情勢に関して                                                                 | 原文 日本語訳 ウィキソース(英語)                      |
| 1709 | 2006年9月22日  | 全会一致    | 国際連合スーダン派遣団の活動期限延長                                                         | 原文 日本語訳 ウィキソース(英語)                      |
| 1710 | 2006年9月29日  | 全会一致    | 国際連合エチオピア・エリトリア派遣団の活動期限延長                                           | 原文 日本語訳 ウィキソース(英語)                      |
| 1711 | 2006年9月29日  | 全会一致    | 国際連合コンゴ民主共和国ミッションの活動期限延長                                             | 原文 日本語訳 ウィキソース(英語)                      |
| 1712 | 2006年9月29日  | 全会一致    | 国際連合リベリア・ミッションの活動期限延長                                                   | 原文 日本語訳 ウィキソース(英語)                      |
| 1713 | 2006年9月29日  | 全会一致    | スーダン・ダルフール情勢に関して                                                             | 原文 日本語訳 ウィキソース(英語)                      |
| 1714 | 2006年10月6日  | 全会一致    | 国際連合スーダン派遣団の活動期限延長                                                         | 原文 日本語訳 ウィキソース(英語)                      |
| 1715 | 2006年10月9日  | 無投票採択  | 国際連合事務総長へ潘基文を推薦                                                               | 原文 日本語訳 ウィキソース(英語)                      |
| 1716 | 2006年10月13日 | 全会一致    | 国際連合グルジア監視団の活動期限延長                                                         | 原文 日本語訳 ウィキソース(英語)                      |
| 1717 | 2006年10月13日 | 全会一致    | ルワンダ国際戦犯法廷に関して                                                                 | 原文 日本語訳 ウィキソース(英語)                      |
| 1718 | 2006年10月14日 | 全会一致    | 北朝鮮の核実験に関連して北朝鮮への経済制裁                                                   | 原文 日本語訳 ウィキソース(英語) ウィキソース日本語訳 |
| 1719 | 2006年10月25日 | 全会一致    | 国際連合ブルンジ活動を終了し、2007年1月1日より国際連合ブルンジ統合事務所を開設               | 原文 日本語訳 ウィキソース(英語)                      |
| 1720 | 2006年10月31日 | 全会一致    | 国際連合西サハラ住民投票監視団の活動期限を2007年4月30日まで延長。                            | 原文 日本語訳 ウィキソース(英語)                      |
| 1721 | 2006年11月1日  | 全会一致    | コートジボワール情勢に関して                                                                 | 原文 日本語訳 ウィキソース(英語)                      |
| 1722 | 2006年11月21日 | 全会一致    | ボスニア・ヘルツェゴヴィナにおける欧州連合部隊 アルテアの活動期限を12ヶ月延長                | 原文 日本語訳 ウィキソース(英語)                      |
| 1723 | 2006年11月28日 | 全会一致    | イラク多国籍軍の期限を2007年12月31日まで延長                                                 | 原文 日本語訳 ウィキソース(英語)                      |
| 1724 | 2006年11月29日 | 全会一致    | ソマリアにおける武器禁輸について                                                             | 原文 日本語訳 ウィキソース(英語)                      |
| 1725 | 2006年12月6日  | 全会一致    | ソマリア情勢に関して                                                                         | 原文 日本語訳 ウィキソース(英語)                      |
| 1726 | 2006年12月15日 | 全会一致    | 国際連合コートジボワール活動の活動期限延長及びフランス軍支援について                         | 原文 日本語訳 ウィキソース(英語)                      |
| 1727 | 2006年12月15日 | 全会一致    | コートジボワール情勢に関して                                                                 | 原文 日本語訳 ウィキソース(英語)                      |
| 1728 | 2006年12月15日 | 全会一致    | 国際連合キプロス平和維持軍の活動期限延長                                                     | 原文 日本語訳 ウィキソース(英語)                      |
| 1729 | 2006年12月15日 | 全会一致    | 国際連合兵力引き離し監視軍の活動期限延長                                                     | 原文 日本語訳 ウィキソース(英語)                      |
| 1730 | 2006年12月19日 | 全会一致    | 制裁に関する全般的な問題について                                                             | 原文 日本語訳 ウィキソース(英語)                      |
| 1731 | 2006年12月20日 | 全会一致    | リベリアに対する武器禁輸について                                                             | 原文 日本語訳 ウィキソース(英語)                      |
| 1732 | 2006年12月21日 | 全会一致    | 制裁に関する全般的な問題について                                                             | 原文 日本語訳 ウィキソース(英語)                      |
| 1733 | 2006年12月22日 | 無投票採択  | 退任する事務総長コフィー・アナンに対する敬意の表明                                           | 原文 日本語訳 ウィキソース(英語)                      |
| 1734 | 2006年12月22日 | 全会一致    | 国際連合シェラ・レオネ統合事務所の活動期限延長                                               | 原文 日本語訳 ウィキソース(英語)                      |
| 1735 | 2006年12月22日 | 全会一致    | テロ行為の脅威に関して                                                                       | 原文 日本語訳 ウィキソース(英語)                      |
| 1736 | 2006年12月22日 | 全会一致    | 国際連合コンゴ民主共和国ミッションの増強について                                             | 原文 日本語訳 ウィキソース(英語)                      |
| 1737 | 2006年12月23日 | 全会一致    | イランの核開発について                                                                       | 原文 日本語訳 ウィキソース(英語)                      |
| 1738 | 2006年12月23日 | 全会一致    | 紛争における市民の保護について                                                               | 原文 日本語訳 ウィキソース(英語)                      |
| 2007年安全保障理事会理事国 中国 フランス ロシア イギリス アメリカ合衆国 ベルギー コンゴ共和国 ガーナ インドネシア イタリア パナマ ペルー カタール 南アフリカ共和国 スロバキア           |                |             |                                                                                              |                                                       |
| 1739 | 2007年1月10日  | 全会一致    | 国際連合コートジボワール活動の活動期限延長及びフランス軍支援について                         | 原文 日本語訳 ウィキソース(英語)                      |
| 1740 | 2007年1月23日  | 全会一致    | 国際連合ネパール支援団の設立                                                                 | 原文 日本語訳 ウィキソース(英語)                      |
| 1741 | 2007年1月30日  | 全会一致    | 国際連合エチオピア・エリトリア派遣団の活動期限延長                                           | 原文 日本語訳 ウィキソース(英語)                      |
| 1742 | 2007年2月15日  | 全会一致    | 国際連合コンゴ民主共和国ミッションの活動期限延長                                             | 原文 日本語訳 ウィキソース(英語)                      |
| 1743 | 2007年2月15日  | 全会一致    | 国際連合ハイチ安定化ミッションの活動期限延長                                                 | 原文 日本語訳 ウィキソース(英語)                      |
| 1744 | 2007年2月21日  | 全会一致    | アフリカ連合ソマリア・ミッションの活動期限延長                                               | 原文 日本語訳 ウィキソース(英語)                      |
| 1745 | 2007年2月22日  | 全会一致    | 国際連合東ティモール統合ミッションの活動期限延長及び増強に関して                             | 原文 日本語訳 ウィキソース(英語)                      |
| 1746 | 2007年3月23日  | 全会一致    | 国連アフガニスタン支援ミッションの活動期限延長                                               | 原文 日本語訳 ウィキソース(英語)                      |
| 1747 | 2007年3月24日  | 全会一致    | イランの核開発に関する制裁措置                                                               | 原文 日本語訳 ウィキソース(英語)                      |
| 1748 | 2007年3月27日  | 全会一致    | レバノンにおける国際連合国際独立調査委員会について。                                         | 原文 日本語訳 ウィキソース(英語)                      |
| 1749 | 2007年3月28日  | 全会一致    | ルワンダ情勢に関して                                                                         | 原文 日本語訳 ウィキソース(英語)                      |
| 1750 | 2007年3月30日  | 全会一致    | 国際連合リベリア・ミッションの活動期限延長                                                   | 原文 日本語訳 ウィキソース(英語)                      |
| 1751 | 2007年4月13日  | 全会一致    | 国際連合コンゴ民主共和国ミッションの活動期限延長                                             | 原文 日本語訳 ウィキソース(英語)                      |
| 1752 | 2007年4月13日  | 全会一致    | 国際連合グルジア監視団の活動期限延長                                                         | 原文 日本語訳 ウィキソース(英語)                      |
| 1753 | 2007年4月27日  | 全会一致    | リベリアのダイヤモンド禁輸に関して                                                           | 原文 日本語訳 ウィキソース(英語)                      |
| 1754 | 2007年4月30日  | 全会一致    | 国際連合西サハラ住民投票ミッションの活動期限延長                                             | 原文 日本語訳 ウィキソース(英語)                      |
| 1755 | 2007年4月30日  | 全会一致    | 国際連合スーダン派遣団の活動期限延長                                                         | 原文 日本語訳 ウィキソース(英語)                      |
| 1756 | 2007年5月15日  | 全会一致    | 国際連合コンゴ民主共和国ミッションの活動期限延長                                             | 原文 日本語訳 ウィキソース(英語)                      |
| 1757 | 2007年5月30日  | 採択 10-0-5 | レバノンのラフィーク・ハリーリー暗殺に関する調査について                                     | 原文 日本語訳 ウィキソース(英語)                      |
| 1758 | 2007年6月15日  | 全会一致    | 国際連合キプロス平和維持軍の活動期限延長                                                     | 原文 日本語訳 ウィキソース(英語)                      |
| 1759 | 2007年6月20日  | 全会一致    | 国際連合兵力引き離し監視軍の活動期限延長                                                     | 原文 日本語訳 ウィキソース(英語)                      |
| 1760 | 2007年6月20日  | 全会一致    | リベリアにおけるダイヤモンド禁輸と経済制裁について                                           | 原文 日本語訳 ウィキソース(英語)                      |
| 1761 | 2007年6月20日  | 全会一致    | コートジボワール情勢に関して                                                                 | 原文 日本語訳 ウィキソース(英語)                      |
| 1762 | 2007年6月29日  | 採択 14-0-1 | イラクにおける国際連合監視検証査察委員会の活動終了について                                   | 原文 日本語訳 ウィキソース(英語)                      |
| 1763 | 2007年6月29日  | 全会一致    | 国際連合コートジボワール活動の活動期限延長及びフランス軍支援について                         | 原文 日本語訳 ウィキソース(英語)                      |
| 1764 | 2007年6月29日  | 全会一致    | ボスニア・ヘルツェゴビナ上級代表情勢に関して                                                 | 原文 日本語訳 ウィキソース(英語)                      |
| 1765 | 2007年7月16日  | 全会一致    | 国際連合コートジボワール活動の活動期限延長及びフランス軍支援について                         | 原文 日本語訳 ウィキソース(英語)                      |
| 1766 | 2007年7月23日  | 全会一致    | ソマリアにおける武器禁輸について                                                             | 原文 日本語訳 ウィキソース(英語)                      |
| 1767 | 2007年7月30日  | 全会一致    | 国際連合エチオピア・エリトリア派遣団の活動期限延長                                           | 原文 日本語訳 ウィキソース(英語)                      |
| 1768 | 2007年7月31日  | 全会一致    | コンゴ民主共和国における武器禁輸について                                                     | 原文 日本語訳 ウィキソース(英語)                      |
| 1769 | 2007年7月31日  | 全会一致    | 国際連合アフリカ連合ダルフール派遣団の設立について                                           | 原文 日本語訳 ウィキソース(英語)                      |
| 1770 | 2007年8月10日  | 全会一致    | 国際連合イラク支援ミッションの活動期限延長                                                   | 原文 日本語訳 ウィキソース(英語)                      |
| 1771 | 2007年8月10日  | 全会一致    | コンゴ民主共和国における武器禁輸について                                                     | 原文 日本語訳 ウィキソース(英語)                      |
| 1772 | 2007年8月20日  | 全会一致    | アフリカ連合ソマリア・ミッションの活動期限延長                                               | 原文 日本語訳 ウィキソース(英語)                      |
| 1773 | 2007年8月24日  | 全会一致    | 国際連合レバノン暫定駐留軍の活動期限延長                                                     | 原文 日本語訳 ウィキソース(英語)                      |
| 1774 | 2007年9月14日  | 全会一致    | ルワンダ国際戦犯法廷に関して                                                                 | 原文 日本語訳 ウィキソース(英語)                      |
| 1775 | 2007年9月14日  | 採択 14-0-1 | 旧ユーゴスラビア国際戦犯法廷について                                                         | 原文 日本語訳 ウィキソース(英語)                      |
| 1776 | 2007年9月19日  | 採択 14-0-1 | アフガニスタンにおける国際治安支援部隊の活動期限延長                                         | 原文 日本語訳 ウィキソース(英語)                      |
| 1777 | 2007年9月20日  | 全会一致    | 国際連合リベリア・ミッションの活動期限延長                                                   | 原文 日本語訳 ウィキソース(英語)                      |
| 1778 | 2007年9月25日  | 全会一致    | チャドおよび中央アフリカの情勢、および国際連合中央アフリカ・チャド・ミッションの設立について | 原文 日本語訳 ウィキソース(英語)                      |
| 1779 | 2007年9月28日  | 全会一致    | スーダン情勢に関して                                                                         | 原文 日本語訳 ウィキソース(英語)                      |
| 1780 | 2007年10月15日 | 全会一致    | 国際連合ハイチ安定化ミッションの活動期限延長                                                 | 原文 日本語訳 ウィキソース(英語)                      |
| 1781 | 2007年10月15日 | 全会一致    | 国際連合グルジア監視団の活動期限延長                                                         | 原文 日本語訳 ウィキソース(英語)                      |
| 1782 | 2007年10月29日 | 全会一致    | コートジボワールにおける経済制裁に関して                                                     | 原文 日本語訳 ウィキソース(英語)                      |
| 1783 | 2007年10月31日 | 全会一致    | 国際連合西サハラ住民投票ミッションの活動期限延長                                             | 原文 日本語訳 ウィキソース(英語)                      |
| 1784 | 2007年10月31日 | 全会一致    | スーダン情勢に関して                                                                         | 原文 日本語訳 ウィキソース(英語)                      |
| 1785 | 2007年11月21日 | 全会一致    | ボスニア・ヘルツェゴヴィナにおける欧州連合部隊 アルテアの活動期限延長                        | 原文 日本語訳 ウィキソース(英語)                      |
| 1786 | 2007年11月28日 | 全会一致    | 旧ユーゴスラビア国際戦犯法廷について                                                         | 原文 日本語訳 ウィキソース(英語)                      |
| 1787 | 2007年12月10日 | 全会一致    | テロ行為の脅威について                                                                       | 原文 日本語訳 ウィキソース(英語)                      |
| 1788 | 2007年12月14日 | 全会一致    | 国際連合兵力引き離し監視軍の活動期限延長                                                     | 原文 日本語訳 ウィキソース(英語)                      |
| 1789 | 2007年12月14日 | 全会一致    | 国際連合キプロス平和維持軍の活動期限延長                                                     | 原文 日本語訳 ウィキソース(英語)                      |
| 1790 | 2007年12月18日 | 全会一致    | 国際連合イラク支援ミッションの活動期限延長                                                   | 原文 日本語訳 ウィキソース(英語)                      |
| 1791 | 2007年12月19日 | 全会一致    | 国際連合ブルンジ統合事務所の活動期限延長                                                     | 原文 日本語訳 ウィキソース(英語)                      |
| 1792 | 2007年12月19日 | 全会一致    | リベリアにおける武器禁輸・経済制裁について                                                   | 原文 日本語訳 ウィキソース(英語)                      |
| 1793 | 2007年12月21日 | 全会一致    | 国際連合シェラ・レオネ統合事務所の活動期限延長                                               | 原文 日本語訳 ウィキソース(英語)                      |
| 1794 | 2007年12月21日 | 全会一致    | 国際連合コンゴ民主共和国ミッションの活動期限延長                                             | 原文 日本語訳 ウィキソース(英語)                      |
| 2008年安全保障理事会理事国 · 中国 フランス ロシア イギリス アメリカ合衆国 · ブルキナファソ ベルギー コスタリカ クロアチア インドネシア イタリア リビア パナマ 南アフリカ共和国 ベトナム |                |             |                                                                                              |                                                       |
| 1795 | 2008年1月15日  | 全会一致    | 国際連合コートジボワール活動の活動期限延長及びフランス軍支援について                         | 原文 日本語訳 ウィキソース(英語)                      |
| 1796 | 2008年1月23日  | 全会一致    | 国際連合ネパール支援団の活動期限延長。                                                       | 原文 日本語訳 ウィキソース(英語)                      |
| 1797 | 2008年1月30日  | 全会一致    | 国際連合コンゴ民主共和国ミッションによる選挙支援について                                     | 原文 日本語訳 ウィキソース(英語)                      |
| 1798 | 2008年1月30日  | 全会一致    | 国際連合エチオピア・エリトリア派遣団の活動期限延長                                           | 原文 日本語訳 ウィキソース(英語)                      |
| 1799 | 2008年2月15日  | 全会一致    | コンゴ民主共和国における経済制裁について                                                     | 原文 日本語訳 ウィキソース(英語)                      |
| 1800 | 2008年2月20日  | 全会一致    | 旧ユーゴスラビア国際戦犯法廷について                                                         | 原文 日本語訳 ウィキソース(英語)                      |